# (9919) Undset
(9919) Undset ist ein Asteroid des inneren Hauptgürtels, der am 22. August 1979 vom schwedischen Astronomen Claes-Ingvar Lagerkvist am La-Silla-Observatorium der Europäischen Südsternwarte in Chile (IAU-Code 809) entdeckt wurde.
Der Asteroid gehört zur Nysa-Gruppe, einer nach (44) Nysa benannten Gruppe von Asteroiden (auch Hertha-Familie genannt, nach (135) Hertha). Die zeitlosen (nichtoskulierenden) Bahnelemente von (9919) Undset sind fast identisch mit denjenigen von acht kleineren, wenn man von der Absoluten Helligkeit von 16,0, 16,6, 17,2, 17,5, 17,4, 17,6, 18,0 und 18,5 gegenüber 15,0 ausgeht, Asteroiden: (48743) 1997 EE57, (149834) 2005 OT14, (217405) 2005 JQ61, (224066) 2005 NZ27, (238880) 2005 YE32, (323394) 2003 YF116, (373160) 2012 CU51 und 2007 TF123.
Der mittlere Durchmesser des Asteroiden wurde grob mit 2,521 (±0,414) km berechnet, die Albedo mit 0,334 (±0,045).
(9919) Undset wurde am 21. September 2002 nach der norwegischen Autorin Sigrid Undset (1882–1949) benannt, die 1928 den Nobelpreis für Literatur erhielt, „vornehmlich für ihre mächtigen Schilderungen aus dem mittelalterlichen Leben des (skandinavischen) Nordens“. In der Widmung besonders hervorgehoben wird ihre Romantrilogie Kristin Lavransdatter (in deutscher Übersetzung als „Kristin Lavranstochter“ veröffentlicht). Die Benennung erfolgte nach Vorschlägen aus einem Wettbewerb, den die Radiosendung Nitimen des norwegischen Radiosenders NRK P1 in Zusammenarbeit mit dem Astrofestival 2001 durchgeführt hatte.
Nach Sigrid Undset war schon 1985 ein Venuskrater auf der nördlichen Venushemisphäre benannt worden: Venuskrater Undset.